# Šlaveita
Šlaveita je řeka 1. řádu na západě Litvy (Klaipėdský kraj), v okrese Kretinga. Je dlouhá 12,7 km. Povodí má rozlohu 58,5 km². Je to pravý přítok řeky Akmena, do které se vlévá 50,0 km od jejího ústí do Kurského zálivu. Pramení na východ od vsi Plokščiai. Teče asi 200 m směrem severním, potom 0,5 km směrem východním a dále zbytek toku v celkovém směru jižním. Většina toku je regulována. Rychlost toku u vsi Grūšlaukis je 0,21 m/s. Do Akmeny se vlévá 230 m na severovýchod od mostu silnice Darbėnai – Vaineikiai, 50,0 km od jejího ústí do Kurského zálivu.

## Přítoky
- Levé:

Pievolupis (Délka: 8,6 km; plocha povodí: 20,8 km², vlévá se 7,5 km od ústí; kód: 20010461)
- Pravé:

Narmanšakė (d. 7,5 km, p.p. 11,7 km², vlévá se 3,8 km od ústí; kód: 20010464), Laukupis (d. 6,4 km, p.p. 8,1 km², vlévá se 3,3 km od ústí; kód: 20010465)

## Sídla při řece
Kumpikai, Šlaveitai